# 황금의 삼각주은행
황금의 삼각주은행(金三角银行, Golden Delta Bank)은 조선민주주의인민공화국의 은행이다. 라선특별시에 본점을 두고 있으며, 조선민주주의인민공화국 무역은행의 지도를 받는 외환전문은행으로 알려져 있다.
라진·선봉 경제 무역 지대의 개발과 대외 교역을 지원하고 있으며, 외화환전소와 예금거래소 등을 운영하며 상인과 기업, 개인들에게 대출을 해주고 있다. 2014년 9월에는 유로와 미국 달러, 중화인민공화국 위안, 러시아 루블, 일본 엔 등을 시장환율로 환전해 주는 것이 포착되기도 했다. 2015년에는 라진·선봉 경제 무역 지대에서만 쓸 수 있는 전자결제카드인 '선봉'을 발행했다.
2013년 3월에는 중화인민공화국 금융 당국이 지린성 훈춘 시에 있는 황금의 삼각주은행 대표부의 계좌 동결 조치를 취하고 송금과 외환거래, 무역거래 등 일체의 금융 거래를 중지시켰다.

## 같이 보기
- 조선민주주의인민공화국 무역은행